# آرثر تي براون
آرثر تي براون (بالإنجليزية: Arthur T. Brown)‏ هو مهندس معماري وفنان أمريكي، ولد في 20 أبريل 1900، وتوفي في 24 أكتوبر 1993.